# Operação Triplo X
Operação Triplo X é uma operação deflagrada, pela Polícia Federal do Brasil, em 27 de janeiro de 2016. A operação representa a 22.º fase da Operação Lava Jato.

## Mandados
Foram cumpridos 15 mandados de busca e apreensão, seis mandados de prisão temporária e dois mandados de condução coercitiva nas cidades de São Paulo, Santo André, São Bernardo do Campo e Joaçaba.

## Alvos
Esta fase teve a participação de 80 policiais federais e teve como alvo suspeitos de abrir empresas offshore e contas no exterior para ocultar propina. Entre os crimes investigados estão corrupção, fraude, evasão de divisas e lavagem de dinheiro.

## Prisões
- Nelci Warken[1]
- Ricardo Honório Neto[1]
- Renata Pereira Brito[1]

## Investigações
A Triplo X investiga também todos os apartamentos do condomínio Solaris, onde o ex-presidente Luiz Inácio Lula da Silva supostamente teria um tríplex. O condomínio no Guarujá onde família do ex-presidente teria preferência de compra sobre imóvel é investigado sobre o esquema de offshores criadas para remessas ao exterior de propinas relacionadas às fraudes na Petrobras. Entre os imóveis investigados, estão alguns que podem estar relacionados a familiares do ex-tesoureiro do PT João Vaccari Neto, como sua mulher, Giselda, e a cunhada, Marice afirmou o MPF.